# 최능진
최능진(崔能鎭, 1899년 ~ 1951년 2월 11일)은 대한민국의 독립운동가이다.
일제강점기의 흥사단계 독립운동가, 미군정기의 경무부 수사국장.

## 생애

### 해방 이전
1899년 평안남도 강서군에서 태어났다.
1928년 2월 9일 흥사단 제14회 뉴욕대회에서 '운동회'라는 제목으로 강연을 하였다.
1929년 귀국한 최능진은 평양 숭실전문학교에서 후학을 양성했다.
1932년 평양축구단을 창설, 경평축구를 정례화하는 등 민족정신을 고취했다.
1937년 수양동우회 사건으로 구속되어 2년형을 선고 받았다.

### 광복 직후
1945년 8·15 해방 직후 평남 건국준비위원회 치안부장으로 활동했다.
1945년 9월께 소련의 탄압을 피해 월남한 뒤 미군정에 의해 경무부 수사국장으로 발탁됐다.

### 경무부 수사국장 파면 (1946)
1946년 12월 2일 조병옥 경무부장은 최능진 수사국장에게 국립경찰의 현황을 유지하며 경찰사기를 진작하여 명령계통을 확보함에 유해하므로 사직을 요청한다는 요구와 함께 파면시켰는데, 이에 대하여 최능진은 12월 5일 조병옥에게 요지 다음과 같은 회답공개장을 보내는 동시 사회에 공개하였다. "小職은 국립경찰을 위하여 初志를 달성치 못하고 貪官 모리만을 전념하는 귀하에게 국립경찰을 일임하고 나아감은 양심이 허락치 않을 뿐더러 3천만 민중이 허락치 않는 중차대한 문제라고 생각하는 동시에 귀하가 추궁한 3조건은 충분한 증거를 제시치 않고 막연히 운위함은 경찰관의 자격을 스스로 잃은 醜態라고 생각한다. 만약 小職이
1) 경찰협화에 방해하였다면 귀하와 같이 매일 모리배등과 작반하여 요정출입에 동행하지 않았다는 의미인 것이고 또는 詐欺前科 3범인 동시에 민족운동자를 잡아주던 인간을 고관대직에 채용하고 순수한 독립운동자를 무경험자라고 배척하는데 찬동치 않았다는 의미 이외에 아무 것도 없다고 생각한다.
2) 경찰사기 진작에 유해라면 건국도상에 있어 민족전체의 복리보다도 자기 일개인의 행복과 영리를 위하여 貪官·모리·직권남용을 위주로 하는 경찰관은 신구직을 막론하고 용퇴하라고 호령한 것이 경찰사기를 조상한 것이라면 건국청사를 더럽힌 영남폭동사건에 대한 책임감이 없는 귀하는 경찰사기를 앙양하는 소위인지 실로 의념을 금키 어렵다.
3) 명령계통 여하를 말함에 있어서 小職은 범죄수사의 책임자로서 군정하에 있는 고관이나 또는 일시민이나를 막론하고 범죄사실이 있다면 적법 처리함이 小職의 책임있었으나 人權蹂躪 물품강탈 불법감금을 감행한 경찰 고급간부에 관한 사건이며 일정때 일본애국자를 군정지사로 소개하여 군정청으로부터 1천2·3백만원 거금을 인출하여 가지고 귀하의 요정 유흥비를 전담하는 자를 위하여 경찰최고간부 등이 일개인의 요구에 순응하여 가옥명도 강요 불법구타를 감행한데 대한 고소사실을 불문에 부친 사실과 한공안국장에 대한 人權蹂躪 불법감금에 관한 고소사실도 귀하가 휴지화하여 버린 것을 小職이 묵인한 것 등 귀하의 명령이라면 무조건 복종하였다고 자인하나 단 귀하의 명령에 불복한 것은 金柱祚 석방운동을 小職에게 요청하였을 때 이를 거부한 것만이 명령불복종이라고 할 수 있다. 이런 사실을 종합해 보면 귀하는 당연히 현직을 사퇴하여 2천만 민중앞에 卯頭謝過하는 동시 속죄의 의미로서 8·15이후 不義蒐得한 재산을 전재동포를 위해서 헌납하고 축치한 애첩을 독신자를 위하여 제공한 후 해방전 애국자 趙炳玉으로 돌아가기를 충고한다."
1946년 12월 6일 조병옥은 자신의 비행을 지적한 최능진의 공개서한에 대해 다음과 같이 해명하였다. "나는 이를 공개서한으로 알지 않는다. 그러나 그런 문서의 발표에 대하여 상당한 고려와 관심을 가지고 있으며 어쨌든 나의 부덕한 탓으로 안다. 최국장은 파면된 후도 직장을 안나가서 하오 4시 축출하였다. 이번 서한문제에 대하여서는 방금 미군 세사람으로 조직된 사문위원회에서 나의 요청에 의하여 조사하고 있는데 추후에 자세한 것을 발표할 것이다. 발표문서중 金柱祚 석방운동을 운운하나 이에 대하여 최국장에 이런 요청을 한 일은 없고 당시 경무국장이던 참페니대좌를 통하여 보석의견서를 낸 일이 있을 뿐 물질적으로 받은 일은 없다. 이 문제는 이미 윔스소좌의 사문에 의하여 규정된 사실이다. 또 전과 3범의 사람을 고관대직에 임명하였다 함은 알지 못하는 일이다. 그리고 1천2·3백만원의 거금을 받았다는 것도 알지 못하는 사실이다."
1946년 12월 7일 장택상 수도경찰청장은 조병옥을 옹호하고 최능진을 비판하였다. "경무부장 조병옥씨는 양심있는 경찰이다. 10개월간 나의 체험으로 말하건대 그이는 사석이나 공석에서 편당적으로 언사를 한번도 하여 본적이 없다. 左를 억압하고 右를 옹호한다든지 右를 억압하고 左를 옹호하라는 등 언사는 이제끔 경무부정책을 반영시키는 수도경찰책임자 나로서는 천지신명에 대하여 서슴치 않고 말하노니 그이로서는 한번도 없었다. 그 반면에 최능진은 종시일관토록 공적이나 사적으로 편당적 경찰행정을 강행하여 왔다. 그이가 우리들을 비방하는 말이 ‘너희는 비애국자이다’ 말살과 탄압과 억류와 체포를 좌익에 대하여는 주저치 말 것이라는 협박과 강요가 한두번이 아니었다."
1946년 12월 13일 전 경무부수사국장 최능진은 이 문제에 관하여 또다시 요지 다음과 같은 성명서를 발표하였다. "장택상 성명서에 의하면 나의 성명은 私感으로 조병옥를 誹謗하고 나를 좌익진영의 탄압경찰관이었다고 지적하였으나 나는 사감은 毫無하였고 조병옥·장택상 양씨야말로 경찰행정을 한민당의 제동에 의하여 자행하여 온 것은 瀝然한 사실이며 금번 장택상 성명은 주로 좌익진영에 대한 卑劣한 秋波에 불과하다. 오직 나는 재직시에 민족분열과 동족상잔을 조장하는 극좌 우극을 극도로 탄압해온 것은 자인하는 바이다. 더우기 每夜 料亭亨樂을 독점으로 이기성을 발로하여 有爲한 청년경찰관을 낙망 퇴진케 하고 권세와 향락 모리에 전념하는 부정경찰관의 도량을 조장시켜 민중을 해롭게 하는 조씨이하 신구 부정경찰관의 총퇴진을 주장하는 바이다. 張氏가 지적한 일정시 전직자 퇴진에 관하여는 물론 전직자 중에는 애국자가 허다하나 일본황실의 번영을 기원하던 소수의 일제주구가 일조일석에 애국자가 되어 건국도상의 민중지도자가 될 수는 없으므로 청장, 서장, 간부급에서 이들은 제거하고 하부진영에만 전직경찰기술자를 存置하여 민주경찰진영의 정비를 희구하였으나 조병옥은 끝끝내 나와 의견이 대립되었었다. 今日의 경찰은 일제배가 慇懃히 희망하던 친일경찰이 아니고 무엇일까? 일제 고등주임이 현 사찰과장의 요직에 있어 독립운동자를 지도 취체할 수 있을까? 今夏 전북 김제에서 검거된 우리의 애국자 김성숙을 위시하여 서대문형무소에는 그들에게 검거 투옥된 애국자가 얼마인가 그들의 마수에 희생된 순국열사는 지하에서 비분함을 또 한번 참지 못하리라고 믿는다."
그리고 崔氏는 前番 성명서 3항과 雅敍園에서 행한 張氏와의 회견내용을 부연 설명하였다. "제一 전과자등용 전과 사기 3범 李海鎭을 전남감찰관으로 임명한후 전혀 경성에 주재시킨 것
제二 (가) 가옥명도사건 경찰관이 李某의 향응에 의하여 성북동 음벽정 가옥명도에 불법 가담한 사실은 현 대법원장 金用茂氏도 잘 안다. (나) 거금인출사건 前朝鮮軍 井原參謀長의 주구이며 친일파의 거두인 李鍾檜(豊村裕)로 하여금 11개 공장관리 운영자금으로 1천3백만원을 융자케 한것
제三 (가) 한공안과장 피소건 韓氏는 전북재임시 임정원 金炯燮의 상행에 대하여 지방 모부호의 청탁으로 일개월간 불법감금 인권유린이 정식으로 제소되었으나 휴지화시키고 韓氏를 영전시킨 것 (나) 金柱祚事件 金과 동방하던 피의자가 출감후 김의 부탁으로 수도청사찰과 洪澤憙경위에게 전하는 말에 의하여 洪의 보고로 趙氏가 金으로부터 40만원 받은 것을 알게 되었는데 당시 사문위원회에서는 홍이나 출감 전언한 자 등의 조사도 없이 그대로 묵살한 것
제四 雅敍園會談은 상술한 바와 같이 경찰진영 재강화를 도모하고자 張氏와 회견하고 우선 서울시내에서 전총독부보안과원 현 사찰과장인 崔雲震 전 부산서고등주임으로 현 本町署長인 李九範 등의 파면을 相約하였으나 장씨는 背信하고 나를 전직자 전원에게 역선전하였다."
1946년 12월 24일 전 경무부 수사국장 최능진은 명예훼손 혐의로 불구속 입건되었다.

### 제헌 총선 후보등록 말소 및 서울시 선거위원 총사직 사태 (1948)
1948년 4월 20일 보도 내용 "4월 16일까지 선거등록 마감을 하여야 할 것인데 동대문 갑구에는 등록마감까지 이승만 1인이 등록하였을 뿐이었는데 등록마감 직전에 최능진이 소위 이승만 박사를 지지하는 청년들에게 추천서를 탈취당하였다고 하여 불충분한 추천서를 가지고 등록하려고 하였으나, 동대문구 選委에서는 신성한 선거법을 준수하는 의미하에서 최능진의 등록접수를 거절하였던 바 최능진은 소위 '자유분위기를 방해하였다'는 조건하에서 당국과 교섭중이던 바 서울시 選委에서 동씨의 등록을 4월 21일 오후 7시까지 연기하여 최능진은 4월 20일 오후에 등록수속을 완료하였다는데 이에 대하여는 비난이 분분하다고 한다.
즉 최능진은 이승만 박사를 지지하는 청년들에게 추천서를 탈취당하여 자유분위기를 방해하였다는 것은 하등의 근거와 증거가 없는 말이며, 또 엄정하고 신성한 선거법을 최능진 일개인을 위하여 등록마감 후 116시간이나 연기한 서울시 選委의 조치는 자유분위기를 역용하는 결과를 초래하였다고 보아도 과언이 아니라고 한다. 하여튼 자유분위기를 역용하려는 일개인 때문에 독립정부수립을 목표로 제정된 선거법을 위반한 데 대하여서 비난이 자못 크다고 한다.
동대문 갑구 선거위원 전원은 최능진 입후보등록문제로 상부선거위원회와 의견의 상치를 보아 4월 20일 총사직을 하였다. 그런데 서울시 선거위원회에서는 후임 선거위원을 당일로 임명하여 선거사무에는 아무런 지장이 없도록 하였다."
1948년 4월 30일 보도 내용 "이제 최능진씨가 입후보하기까지의 등록절차를 밟은 전말을 밝히어 보면 처음 지난 4월 13일 시내 창신동 서부동회 투표구사무소를 찾아와 추천장에 등록증명을 요구하였던 바 때마침 등록서류와 직인을 보관한 계원이 출타한 때라 다음날 다시 올 것을 요청하였던 바 최능진씨는 동소위원장에게 그 사유를 증명하는 서류를 요구 작성하여 가지고는 4월 15일 미군인을 대동하고 다시 등록증명을 요구하였다. 그리고 4월 16일 하오 6시 50분경 최능진씨는 군정장관의 부관이라고 하는 미국인을 동반하고 동대문 갑구 선거위원회를 찾아와 등록서류를 탈취당하였다는 구실로 93매의 추천장을 제시하면서 4월 18일 오정까지에 분실한 118매의 추천장을 제출하지 못하면 무효라는 각서를 스스로 쓰고 상부의 명령이라고 하며 접수할 것을 강박하므로 동선거위원장 개인의 자격으로 가수리한 후 그날밤 위원회를 소집하고 토의하였으나 비법이라 하여 접수하지 않기로 결의하였다.
그러나 4월 17일 상부 위원회에서 지시가 있으므로 약속하였던 4월 18일 오정까지 기다렸으나 그의 대리인이 출두하여 약속하였던 서류를 내지 못한다고 통고하였으므로 그대로 시위원회에 보고하고 다시는 접수하지 않기로 하였다. 4월 18일 서울시위원회는 4월 21일 하오 7시까지 입후보등록서류를 접수할 것을 동대문갑구선거위원회에 지시하여 왔으므로 선거위원 일동은 총사직을 하게 되었다. 그후 4월 19일과 4월 20일에는 최능진씨가 순경 2명을 대동하고 유권자의 집을 호별방문하면서 추천서와 등록증명을 받아 동구선거위원회 간사로 하여금 등록서류를 접수케한 것이다. 이상으로서 합법적인 입후보등록이 아닌 것은 대체로 알 수 있을 것이거니와 기자협회에서는 4월 26일 장택상 수도청장을 찾아 최능진의 추천서와 등록증명을 받는데 경찰관을 대동시키었다는 사실을 질문한 결과 서울시장의 요청에 의하여 파견한 사실을 인증하고 또 윌리엄 F. 딘 군정장관이 서울시장에게 그렇게 하라는 지시가 있었다는 것이 맹백히 되었다."
1948년 5월 8일 국회선거위원회는 최능진의 후보등록을 말소하였다.

### 서재필 추대 운동 (1948)
1948년 6월 18일 보도 내용 "앞서부터 정계일부에서 암암리에 진행 중이던 서재필 박사 추대문제는 이지음 흥사단계 인물이 중심이 된 독립협회확대준비회의 형식으로 구체화되어가고 있다. 즉 흥사단 간부로 지목되는 최능진·安東源·白麟濟·盧鎭卨·李容卨·金朋濬·呂行烈·鄭仁果 등은 지난 11일 시내 모처에서 제1차회합을 열었고 18일 시내 남대문로 明信百貨店 3층에서 제2차회의를 열고 독립협회확대준비발기인 명의로서 서재필 박사에게 보내는 願文을 결정하여 2·3일내로 서재필 박사에게 수교할 것이라고 한다. 그런데 서재필 박사의 추대공작은 앞으로 수립될 정부에 서재필 박사를 참여시키기 위한 일종의 공작이라고 보는 관측도 있으며 서재필 박사의 금후 태도가 주목되고 있다."

### 이승만 당선무효 소청 (1948)
1948년 9월 15일 국회 선거심사위원회는 최능진의 이승만 당선무효 소청을 각하하였다. 그 이유는 다음과 같았다. "按하건대 선거법 제51조는 당선인의 결정이 그릇된 것을 주장하고 其 갱정을 청구하는 일종의 당선소송을 허용한 규정으로 해석할 수 있으나 소청인의 주장 및 기록상 추측할 수 있는 사실에 처하여 인정되는 서기 1948년 5월 10일 서울시 동대문갑 선거구에서 당선인으로 결정된 이승만씨는 동년 7월 20일 국회에서 대한민국 대통령에 선거되어 이미 그 취임절차를 了한 것은 전 세계 공지의 사실이므로 동 씨는 헌법 제53조 제3항 국회법 제71조 제1항에 의하여 국회의원의 지위로부터 당연 퇴직되고 前示 선거구는 현재 闕員의 상태를 致하고 있음은 명백할 사실이 되어 있는지라, 如是면 여하한 경우를 막론하고 재선거 이외에 궐원에 대한 보충수속을 예정치 아니한 본 선거법에 있어서 이미(旣爲) 궐원이 되어 있는 선거구에 대하여 당선 결정 당시의 사실을 가지고 그 효력의 여하를 운위함과 여함은 소청상 정당한 이익이 있는 주장이라고 볼 수 없음으로 본건은 그 청구원인의 당부를 심사한 여지도 없이 失當한 것이라고 하지 아니할 수 없다. 인하여 본 소청은 각하할 것이라고 인정하고 주문과 여히 재결함"

### 이적 혐의로 총살
1951년 1월 20일 육군중앙고등군법회의는 최능진의 활동이 국방경비법 제32조(이적죄)에 해당한다며 사형(총살형)을 선고하였다.
1951년 1월 24일 민주신보 종군기자는 최능진 사건을 보도하며 "최능진(54)은 6·26사변 이후 갖은 부역행위를 감행하여 세인의 이목을 집중시키는 바, 지난 23일 하오 3시경 (중략) 드디어 총살형을 언도하였으며"와 같이 보도하였다.
1951년 2월 11일 경북 달성군 가창면에서 처형당했다. 당시 최능진을 조사한 방첩대(CIC)는 일제 관동군 헌병 오장 출신인 김창룡이 이끌고 있었다고 한다.
1993년 독립운동가인 최능진의 유가족들이 “부친을 독립운동가로 서훈해 달라”며 국가보훈처에 진정을 냈지만, 국가보훈처는 “이적죄 등으로 처형된 경력이 있어 서훈은 불가하다”는 회신 답변을 했다.
2013년 8월 26일 보도에 따르면, 보훈처는 진실화해위원회가 헌법기관이 아니기 때문에 법원 판결이 있어야 한다며 서훈을 미뤘다. 결국 2011년 서울중앙지방법원에 재심 신청을 냈다. 그런데 법원에서는 처음 판결한 곳에서 재심을 해야 한다며 대전 고등군사법원으로 넘겼다. 현재 일반법원과 군사법원 중에서 어디서 재심을 다룰 것인지를 검토하고 있는 상태다.

## 국방경비법 위반 재심 무죄
1945년 8월 15일 광복 직후 평안남도 건국준비위원회(위원장 조만식) 치안부장으로 활동하던 최능진은 공산당(북조선노동당)과 마찰을 빚자 같은 해 9월경 월남하여, 미군정청 산하 경찰전문학교장, 경무부 수사국장으로 활동하면서 친일경찰의 숙청을 주장하다 경무부장 조○○에 의해 1946년 12월 경 파면되었다.
그 후 최능진은 1948년 5월 10일 제헌의회 선거에서 친일경찰을 중용하는 이승만의 당선을 저지한다는 명분을 내걸고 이승만과 같은 지역구에 출마하였으나 후보등록이 취소되었고, 1948년 10월 경 소위 ‘혁명의용군사건’에 연루돼 항소심에서 징역 5년을 선고받고 서대문 형무소에서 복역하다 상고심 재판 도중 1950년 6․25 전쟁이 발발하여 북한군에 의해 출옥하였고, 최능진은 1950년 9월 28일 서울이 수복된 후 1950년 10월 경 자수하였다.
비상계엄령 하에서의 행위에 대해 계엄법에 의하여 설치된 군법회의는 수형자 신분이었던 최능진을 국방경비법 제1조를 적용하여 "복형자"로 분류하였다. 최능진은 1950년 7월 경 북한군 점령 하에 있던 서울에서 민족진영 인사들을 규합하여 ‘즉각 정전, 평화호소대회’를 추진했으나 김일성의 반대로 개최하지 못한 사실이 있는데, 군법회의(담당검사관 이용석 대위, 허수 중위)는 최능진의 위 활동 등을 국방경비법위반에 해당한다며 기소하였다.
검사관은 최능진이 1950년 7월 5일에서 1950년 7월 10일 경에 달하는 기간 동안 황신덕, 박만경, 김승재 등 수감자들에게 ‘인민군에게 적극 협력할 것을 맹서한다’는 취지의 자수서를 서울시 인민위원회에 제출케 함으로써 적의 인물 포섭정책에 적극 협력하였고,
1950년 7월 경 대한민국 국회의원 원세훈 등 10여 명에게 ‘인민을 위하여 괴뢰군에 부합하여야 한다’고 선동함으로써 국회의원이 적에게 부역할 것을 촉진하였고,
1950년 7월 초부터 1950년 7월 15일에 이르는 기간에는 김일성에게 ‘평화호소대회’를 건의하고 김일성의 지시와 서울시 인민위원회의 협조를 받아 사회인사 80여 명을 망라한 위 대회를 개최하여, UN에 즉각 정전과 대한민국에 북한 측과 이에 아부하는 중간파를 망라한 연립정부수립을 요청하고자 함으로써 UN군의 실력행사를 무의미케 하며 대한민국 국권을 전복코자 하였고,
1950년 6월 30일부터 1950년 9월 25일 간에는 장봉옥으로부터 성남호텔을 인수하여 서울시 인민위원회에 제공하여 북한집단 요인의 흉계서클로 하고, 장봉순 외 수명에게 위 장소에 출입하여 적 요인들과 접촉할 것을 선동함으로써 적에게 부역할 기회를 부여하였고,
1950년 8월 20일 경에는 자가에서 소위 민주청년동맹에게 금 1만 원을 제공하였다고 하였다.
(각 국방경비법위반)
1951년 1월 20일 육군중앙고등군법회의(재판장 황철신 중령, 법무사 진창균 대위, 심판관 송의근 소령)는 최능진에게 국방경비법위반(제32조 이적죄) 죄로 사형(총살형)을 선고하였고, 1951년 2월 11일 그 형이 집행되었다.
1973년 1월 9일 최능진의 3남 최○○은 육군 법무감실 보통심판부에 제출한 최능진의 재심청구서를 제출하였다.
2006년 1월 13일 최능진의 자 최만립은 아버지 최능진이 당시 이적행위를 한 사실이 없고 군법회의 판결은 제헌의회 선거에서 이승만의 지역구에 출마하는 등 해방 이후부터 이승만에게 맞서 온 최능진에 대한 정치적 보복이라고 주장하며, 진실ㆍ화해를위한과거사정리위원회에 진실규명을 신청하였다.
2008년 7월 22일 진실ㆍ화해를위한과거사정리위원회는 조사개시를 의결하고 조사를 진행하였다. 2009년 8월 18일 진실ㆍ화해를위한과거사정리위원회는 제106차 회의에서 최능진의 국방경비법 위반사건을 '진실규명'으로 결정하였고, 2009년 11월 17일 회의 내용 중 일부를 경정 결정하였다.
진실ㆍ화해를위한과거사정리위원회는 1951년 1월 20일 최능진에게 사형 선고 판결을 하였던 육군중앙고등군법회의는 당시 건국헌법에 건국헌법에 군법회의와 같은 “특별법원”의 설치를 인정하고 있지 않아 그 설치 근거가 없었을 뿐만 아니라, 법원의 구성 또한 법률에 의하여 자격이 부여된 법관으로 구성되어 있지 않아 법원의 판결로 보기 어렵다고 하였다. 따라서 기본법이 정하는 법원의 확정판결을 받은 사건으로 보기 어렵고, 무효라고 할 수 있다고 결론지었다. 최능진에게 사형판결을 한 군법회의 판시 내용에 대해서도, 동족상잔을 피하고 평화적으로 전쟁을 종식시키려 노력하였던 최능진의 행위를 지나치게 편향적으로 해석하여 객관적인 사실관계가 왜곡되었다고 보기에 충분하다고 결정하고 사법부의 재심 수용에 따른 판결 등이 필요하다고 하였다.
2015년 8월 27일 서울중앙지법 형사합의28부는 최능진의 국방경비법위반 재심 재판에서 공소사실이 범죄의 증명이 없는 경우에 해당한다며 망 최능진에게 국방경비법위반 무죄를 선고했다.

## 가족 관계
- 아버지 : 최경흠
- 형제 : 최능찬, 최능현, 최능익
- 아내 : 이풍옥
  - 아들 : 최필립(장남), 최만립, 최봉립, 최화선, 최자립
    - 손자 : 최우석 (조선일보 기자)